# Неа Кария
Неа Кария (на гръцки: Νέα Καρυά, до 1926 година Μπιλάλ Αγά, Билал ага или Καρά Μπέη, Кара бей) е село в Гърция, дем Места (Нестос), административна област Източна Македония и Тракия. 

## География
Селото е разположено на 40 m надморска височина, северно от Керамоти, в равнинна местност, част от долното поречие на Места. Целият район представлява малък полуостров, създаден за милиони години от наносите на Места, който се врязва на около километър в Бяло море.

## История

### В Османската империя
В днешното село са сляти бившите турски села Билал ага и Кара бей.
В XIX век Билал ага чифлик е разположен в Саръшабанска каза на Османската империя. Съгласно статистиката на Васил Кънчов („Македония. Етнография и статистика“) към 1900 година Билялъ Ага Чифликъ е циганско селище и в него живеят 85 цигани.

### В Гърция
В 1913 година селата попадат в Гърция след Междусъюзническата война. Според статистика от 1913 година Билал ага чифлик има население от 63 души.
В 20-те години на XX век турското му население се изселва по споразумението за обмен на население между Гърция и Турция след Лозанския мир и на негово място са заселени гърци бежанци, които в 1928 година за Билал ага са 88 семейства с 320 души, а за Кара бей са 61 семейства с 247 души, като селищата са изцяло бежански.
Малко по-късно двете селище се сливат в Неа Кария. Новото име се дължи на факта, че повечето от бежанците произхождат от Кария. Селото произвежда пшеница, боб и слънчоглед.
| Име        | Име         | Ново име    | Ново име    | Описание                 |
| ---------- | ----------- | ----------- | ----------- | ------------------------ |
| Браница    | Μπρανίτσα   | Арнолиекдо  | Ἀρνολίέκδο  | местност СИ от Неа Кария |
| Армутлък   | Ἀρμουτλίκι  | Ахладотопос | Αχλαδότοπος | местност И от Неа Кария  |
| Келебеки   | Κελεμπέκι   | Лимеро      | Λιμέρω      | местност ЮИ от Неа Кария |
| Коджа Ачик | Κοτζὰ Ἀτσὶκ | Платома     | Πλάτωμα     | местност И от Неа Кария  |

Според преброяването от 2001 година има 1734 жители, а според преброяването от 2011 година има 1426 жители.
Билял ага
| Година    | 1913 | 1920 | 1928 | 1940 | 1951 | 1961 | 1971 | 1981 | 1991 | 2001 | 2011 | 2021 |
| --------- | ---- | ---- | ---- | ---- | ---- | ---- | ---- | ---- | ---- | ---- | ---- | ---- |
| Население | 63   | 25   |      |      |      |      |      |      |      |      |      |      |

Кара бей
| Година    | 1913 | 1920 | 1928 | 1940 | 1951 | 1961 | 1971 | 1981 | 1991 | 2001 | 2011 | 2021 |
| --------- | ---- | ---- | ---- | ---- | ---- | ---- | ---- | ---- | ---- | ---- | ---- | ---- |
| Население | 97   | 53   |      |      |      |      |      |      |      |      |      |      |

| Година    | 1913 | 1920 | 1928 | 1940 | 1951 | 1961 | 1971 | 1981 | 1991 | 2001 | 2011 | 2021 |
| --------- | ---- | ---- | ---- | ---- | ---- | ---- | ---- | ---- | ---- | ---- | ---- | ---- |
| Население |      |      | 735  | 1152 | 1646 | 1651 | 1199 | 1593 | 1506 | 1734 | 1426 | 1302 |